# Norra Hornslandet
Norra Hornslandet este o arie protejată (arie specială de conservare — SAC, sit de importanță comunitară — SCI) din Suedia întinsă pe o suprafață de 111,6 ha, integral pe uscat.

## Localizare
Centrul sitului Norra Hornslandet este situat la coordonatele 61°43′31″N 17°26′14″E / 61.7254°N 17.4373°E.

## Înființare
Situl Norra Hornslandet a fost declarat sit de importanță comunitară în decembrie 1995 pentru a proteja un număr necunoscut de specii din flora spontană și fauna sălbatică aflate în arealul zonei. Situl a fost protejat și ca arie specială de conservare în martie 2011.

## Biodiversitate
Situată în ecoregiunile boreală și marină baltică, aria protejată conține 5 habitate naturale: Vegetație perenă pe țărmurile stâncoase, Mlaștini turboase de tranziție și turbării mișcătoare, Păduri fino-scandinave bogate în ierburi cu Picea abies, Mlaștini împădurite, Taiga vestică.
La baza desemnării sitului se află un număr nedeclarat de specii protejate.